# Elecciones parlamentarias de Andorra de 2015
Las elecciones al Consejo General de Andorra de 2015 se celebraron el 1 de marzo del 2015. A pesar de perder cinco escaños, Demócratas por Andorra mantuvo su mayoría en el Consejo General, ganando 15 de los 28 escaños.

## Sistema electoral
Las elecciones generales andorranas se rigen por un principio de voto paralelo. Cada elector tiene que emitir dos votos en dos urnas diferenciadas: Un voto es a una lista cerrada de ámbito nacional con catorce candidatos, y se deposita en una urna azul. El otro voto es a una lista cerrada de ámbito local (su parroquia) con dos candidatos, y se deposita en una urna blanca. Una misma persona no puede aparecer como candidata a una lista nacional y una de parroquial, ni tampoco en dos parroquias diferentes.
Se eligen veintiocho consejeros generales con el sistema siguiente:
- Catorce consejeros representan las siete parroquias de Andorra. A cada una de estas, los dos candidatos de la lista local más votada son los elegidos, siguiendo el sistema de representación mayoritaria.[nota 3]
- Catorce consejeros se reparten de forma proporcional a partir de los votos que reciben las listas nacionales. Las listas que superan la barrera electoral de la decimocuarta parte de los votos válidos (un 7,14%) reciben un número de escaños asignado según la regla del mayor residuo.[nota 4]

Una vez se ha escogido la composición del parlamento andorrano, el Consejo General tiene que elegir el presidente de Gobierno con mayoría. El presidente de Gobierno tiene que ser el uno de los cabezas de lista de cada uno de los partidos políticos que se han presentado en la circunscripción nacional. En este sentido, el parlamento vota libremente. Aun así, la dinámica de los partidos hace que el presidente de Gobierno escogido sea normalmente aquel que ha obtenido mayoría al parlamento, acumulando los votos en la circunscripción nacional y en la parroquial. Una vez escogido el presidente de Gobierno, este es el que decide quién tiene que ser ministro. Los ministros son aquellos que normalmente se habían presentado a las elecciones como equipo de trabajo del partido.

## Candidaturas
Las candidaturas de la circunscripción nacional de las Elecciones Generales del 2015 son:
- Demócratas por Andorra, liderado por el jefe de Gobierno Antoni Martí Petit.
- Junts, coalición del Partido Socialdemócrata de Andorra, Verdes de Andorra, Iniciativa Ciudadana e Independientes, liderada por Pere López Agràs.
- Socialdemocracia y Progreso, liderado por Víctor Naudi Zamora.
- Partido Liberal de Andorra, liderado por Josep Pintat Forné.

En circunscripciones parroquiales:
- Demócratas por Andorra presentó candidaturas en todas las parroquias. En Encamp en coalición con Unidos para el Progreso, en Ordino en coalición con Acción Comunal de Ordino, en La Massana en coalición con el Moviment Massanenc y en Andorra la Vieja con una coalición de independientes.
- Junts presentó candidaturas a todas las parroquias.
- Socialdemocracia y Progreso presentó candidaturas en las parroquias salvo Canillo y La Massana.
- Liberales de Andorra presentó candidaturas en las parroquias salvo Canillo y de San Julián de Loria, en esta última parroquia porque ya se presentaban sus socios electorales de Unión Laurediana. En Encamp, Ordino y La Massana fueron en coalición con independientes.
- Unión Laurediana, presentó candidatura a la circunscripción parroquial de San Julián de Loria y apoyó a Liberales de Andorra en la circunscripción nacional.

## Otros aspectos de las elecciones del 2015
Después de años de demanda, finalmente se accedió en 2015 regular el voto por correo. Así, por primera vez, los residentes andorranos en el exterior pudieron votar a distancia. El Secretario General del Gobierno en funciones, Jordi Casadevall, presentó en una rueda de prensa la página web en que se explicaba a la ciudadanía el proceso para poder votar desde el extranjero. La página, www.votpercorreu.ad, disfrutó de publicidad al poco del anuncio de su puesta en marcha. Bajo el lema «Ara sí [Ahora sí]», se animó a todos aquellos que no podían votar por distancia a ejercer el derecho en voto. El voto fue abierto a los estudiantes, trabajadores temporales o residentes permanentes. La apertura del voto por correo empezó el 4 de diciembre a las 12 horas. El gobierno calculaba que unas 300 a 500 personas podían llegar a ejercer el voto. El proceso obligaba al votante llenar una solicitud mediante la cual certificaba que residía en el extranjero. Hecha la comprobación, se le enviaba el material necesario con objeto de ejercer el voto.

## Resultados
|                                                      |                            |                            |                            |                          |                          |                          |                 |     |
| Partido                                              | Circunscripción parroquial | Circunscripción parroquial | Circunscripción parroquial | Circunscripción nacional | Circunscripción nacional | Circunscripción nacional | Escaños totales | +/– |
| Partido                                              | Votos                      | %                          | Escaños                    | Votos                    | %                        | Escaños                  | Escaños totales | +/– |
| Demócratas por Andorra                               | 5662                       | 39.36                      | 10                         | 5448                     | 37.03                    | 5                        | 15              | -5  |
| Partido Liberal de Andorra                           | 3962                       | 27.54                      | 4                          | 4073                     | 27.68                    | 4                        | 8               | 0   |
| Junts (Partido Socialdemócrata de Andorra+VERDES+IC) | 3393                       | 23.59                      | 0                          | 3462                     | 23.53                    | 3                        | 3               | -3  |
| Socialdemocracia y Progreso                          | 1367                       | 9.50                       | 0                          | 1728                     | 11.74                    | 2                        | 2               | 0   |
| Votos en blanco y nulos                              | 1689                       | 1689                       | –                          | –                        | 1.373                    | –                        | –               | –   |
| Total                                                | 16 073                     | 100                        | 14                         | 16 084                   | 100                      | 14                       | 28              | 0   |
| Participación                                        | 24 512                     | 65,57                      | –                          | 24 512                   | 65,61                    | –                        | –               | –   |
| Fuente: Elecciones de Andorra                        |                            |                            |                            |                          |                          |                          |                 |     |

### Por parroquia
| Parroquia              | Circunscripción parroquial | Circunscripción parroquial | Circunscripción parroquial | Circunscripción parroquial | Circunscripción nacional | Circunscripción nacional | Circunscripción nacional | Circunscripción nacional |
| Parroquia              | DA                         | LDA                        | Junts                      | SDP                        | DA                       | LDA                      | Junts                    | SDP                      |
| ---------------------- | -------------------------- | -------------------------- | -------------------------- | -------------------------- | ------------------------ | ------------------------ | ------------------------ | ------------------------ |
| Canillo                | 80.7                       | –                          | 19.3                       | –                          | 56.6                     | 22.1                     | 12.9                     | 8.5                      |
| Encamp                 | 37.5                       | 24.0                       | 30.4                       | 8.1                        | 40.5                     | 22.9                     | 26.9                     | 9.7                      |
| Ordino                 | 37.8                       | 36.3                       | 19.4                       | 6.6                        | 36.5                     | 31.1                     | 23.2                     | 9.3                      |
| La Massana             | 33.1                       | 44.7                       | 22.2                       | –                          | 35.7                     | 36.5                     | 20.0                     | 7.8                      |
| Andorra la Vieja       | 36.8                       | 20.7                       | 25.7                       | 16.7                       | 34.5                     | 27.6                     | 22.1                     | 15.9                     |
| San Julián de Loria    | 29.8                       | 47.5                       | 14.9                       | 7.9                        | 24.3                     | 48.2                     | 19.1                     | 8.4                      |
| Las Escaldas-Engordany | 49.0                       | 13.9                       | 26.2                       | 10.9                       | 45.2                     | 16.8                     | 23.8                     | 14.2                     |
| Total porcentaje voto  | 39.4                       | 27.5                       | 23.6                       | 9.5                        | 37.0                     | 27.7                     | 23.5                     | 11.7                     |